# كي لا ننسى (كتاب)
كي لا ننسى هو كتاب من تحرير المؤرخ الفلسطيني وليد الخالدي، ومن تأليف عدة باحثين، صدر بالانجليزية عام 1992، ثم بنسخته العربية عام 1997 قبيل الذكرى الخمسون للنكبة الفلسطينية، عن مؤسسة الدراسات الفلسطينية.
يقدم الكتاب قرى فلسطين التي دمرتها اسرائيل سنة 1948 وأسماء شهدائها، وهو المرجع الشامل والأول من نوعه في وصفه وصفًا تفصيليًا دقيقًا لـ 418 قرية فلسطينية دمرتها إسرائيل، عمدًا، وأجّلت سكانها عنها خلال حرب 1948.

## نبذة
يقدم الكتاب من خلال مداخلاته : بيانات إحصائية، ولمحة تعريفية طوبوغرافية وتاريخية واقتصادية، عن كل قرية من تلك القرى عشية حرب 1948. ثم يبين ظروف وقوعها تحت الاحتلال العسكري الصهيوني، والمصير الذي آلت إليه، لينتقل بعد ذلك إلى عرض الوضع الراهن للموقع الذي كانت تقوم عليه القرية، بما في ذلك المستعمرات الاستيطانية التي أقيمت على أرضه.
ويحتوي المرجع على مجموعة كبيرة من الصور والخرائط والملاحق، كما يتصدره مقدمة تحليلية بقلم وليد الخالدي، يعرض فيها أوضاع سقوط الريف الفلسطيني في يد الاحتلال الإسرائيلي، في إطار عرض تحليلي أشمل لمجريات الحرب، ولتطورات القضية الفلسطينية بمعطياتها وعواملها المتفاعلة.

## عن الكتاب
- كتاب: كي لا ننسى: قرى فلسطين التي دمرتها إسرائيل سنة 1948 وأسماء شهدائها.
- الصدور 1997 عن مؤسسة الدراسات الفلسطينية
- ط.1: 1997 في بيروت - ط. 2: 1998- ط.3: 2001
- عدد الصفحات: 846
- الترجمة للعربية: حسني زينة
- ببيلوغرافيا تفصيلية لـ 418 قرية مهجرة.